# Enrique Dussel
Enrique Dussel (Mendoza, 24 de dezembro de 1934 – Cidade do México, 5 de novembro de 2023) foi um filósofo argentino radicado (exilado) no México. Dussel é um dos maiores expoentes da filosofia da libertação e do pensamento latino-americano em geral. É autor de uma grande quantidade de obras, e seu pensamento discorre sobre temas como filosofia, política, ética, teologia e até mesmo design. Colocou-se como crítico da pós-modernidade, chamando por um novo momento denominado transmodernidade. Manteve diálogos com filósofos como Apel, Xavier Zubiri, Gianni Vattimo, Jürgen Habermas, Richard Rorty, ou Emmanuel Levinas.

## Biografia
Nasceu em La Paz (Mendoza, Argentina), em 1934.
Entre 1953 e 1957 estudou filosofia na Universidade Nacional de Cuyo, nessa época foi líder estudantil e militou em partidos políticos democratas e antifascistas. Sua tese de licenciatura teve como objeto da noção de bem comum entre os gregos.
Continuou seus estudos filosóficos na Universidad Complutense de Madrid, onde, em 1959 obteve o doutorado, também com estudos sobre bem comum.
Entre 1959 e 1961 viveu em Nazareth, Israel, junto ao sacerdote Paul Gauthier, trabalhando como carpinteiro. Esta experiência no Oriente Médio determinará sua futura reflexão, porque lá teve a oportunidade de vivenciar a pobreza e a exclusão.
Em 1961, mudou-se para a França em 1961, onde estudou Teologia e História, e obteve o título de Mestre em "Estudos da Religião" pelo Instituto Católico de Paris, em 1965, e o doutorado em História da Igreja pela Sorbonne, em 1967. Nessa época, durante uma viagem à Alemanha, em 1963, conheceu a sua futura esposa, Johanna Peters. Manteve contato com Joseph Lortz, e entre 1964 e 1966 estudou no Arquivo de Indias de Sevilha.
Seus conhecimentos e interesses pela história da igreja no período da conquista e colonização da América motivaram sua tese Les Evêques hispano-americains, defenseurs et evangelisateurs de l' indien (1504-1620), pela qual obtém o Doutorado em História.
Em 1968 regressou a Mendoza para lecionar Ética na Universidad Nacional de Cuyo. Entre 1969 e 1973 começou importante etapa de sua reflexão, cujo resultado são  publicações relevantes pela originalidade. Formulou pela primeira vez a possibilidade de uma Filosofia da libertação. Foi de encontro aos pensamentos de Heidegger e Husserl, sua leitura de Emmanuel Levinas produz, segundo suas palavras, o "despertar do sonho ontológico".
A ditadura militar começou a lhe ser hostil. Sofreu atentado a bomba na própria casa, em 1973. Acusaram-no de marxista e começaram a ser frequentes as ameaças de morte por grupos paramilitares. Expulso da Universidade Nacional de Cuyo em 1975. Seus livros foram proibidos e as publicações que dirigia foram censuradas. Nesse mesmo ano se exilou no México.
Lá trabalhou como professor no Departamento de Filosofia da Universidad Autónoma Metropolitana, unidade de Iztapalapa (1975) e na Universidad Nacional Autónoma de México (1976).
Enrique Dussel recebeu dois títulos Doutor Honoris Causa: pela Universidade de Friburgo, Suíça, em Teologia (1981), e pela Universidad Mayor de San Andrés, Bolívia (1995).
Fundou ou presidiu conhecidas associações, como a Comissão de Estudos de História da Igreja na América Latina (CEHILA), a Ecumenical Association of Third World Theologians e a Asociación de Filosofía y Liberación (AFYL). Foi fundador da Revista de Filosofía Latinoamericana, de Buenos Aires
Dussel morreu em 5 de novembro de 2023, aos 88 anos.

## Contribuições à Teologia
Dussel, sustentava que a Teologia da Libertação surgiu como reflexão a partir da práxis de libertação dos oprimidos, de muitos cristãos comprometidos politicamente com os movimentos de libertação. Razão pela qual, seria uma teologia ética pensada a partir da periferia, a partir dos marginalizados; uma teologia "bárbara", concebida além das fronteiras da Europa colonizadora.
Dussel, destacava três frentes da Teologia da Libertação: o sociopolítico, no qual merece destaque a opção prefencial pelos pobres; o erótico, que combate a redução da mulher a mero objeto sexual e o pedagógico, que se preocupa com o acesso à educação.
Dussel sustentava que a crítica de Karl Marx à religião seria uma crítica fetichista, que poderia ser incorporada por um cristianismo profético e libertador e não estaria distante da crítica dos profetas de Israel à religiosidade deformada (idolatria) que existiu em Israel naquela época.

## Contribuições como historiador da Igreja
Dussel estudou a História da Igreja na América Latina, dando destaque a personagens como Bartolomeu de Las Casas e Óscar Romero. Sua tese de doutorado em Sorbone teve como tema o papel do episcopado latinoamericano, em defesa dos povos nativos da América Latina entre 1504 e 1620. Em 1973, ajudou a fundar a Comissão para o Estudo da História da Igreja na América Latina e Caribe (CEHILA), e presidiu essa entidade até 1993.
Dussel, procurou, inicialmente, apresentar a história da Igreja na América Latina, a partir de um enfoque culturalista, que apresentava as seguintes limitações:
1. em um aspecto que denomina como "civilização" não incorpora o estrato produtivo;
2. opera com uma noção estreita de "ethos" onde não se inclui a práxis;
3. se mostra parcialmente cego para descobrir a importância do aspectos econômico e de suas contradições;
4. não incorporava as categorias de "sociedade política" e de "sociedade civil";
5. não advertia sobre as contradições inerentes ao todo social.

Quando reconheceu essas limitações, Dussel, juntamente com outros historiadores do CEHILA, adotou um novo marco teórico e uma perspectiva alinhada com a Teologia da Libertação e, portanto, passou a apresentar uma História da Igreja Católica na América Latina escrita desde do "pobre" como lugar social e hermenêutico, como categoria para interpretar a realidade da Igreja Católica na América Latina, como portador de um juízo ético sobre os feitos históricos e como critério de objetividade histórica. Se trata de buscar cientificamente ao pobre na História e de julgar os atores pelo tipo de relação com os pobres.
Para Dussel, o "pobre" não é simplesmente aquele que não possui bens, pois inclui o assalariado, aquele que produz seus bens que são apropriados por outra pessoa, então o pobre é alguém que foi "desapropriado", portanto, o conceito de pobre exige a existência de um rico. Em uma situação de não dominação (não pecado), não há nem ricos nem pobre (nem pecador). Outro aspecto é que o pobre na América Latina, tem diferentes rostos: o nativo, o negro, o mestiço, o povo e a sua cultura.
Desse modo, Dussel pretendeu fazer uma análise científica da história da Igreja Católica na América Latina a partir de uma rigorosa investigação das fontes como parte constitutiva da teologia, por isso, buscou também uma história teológica.
Outro aspecto da abordagem histórica de Dussel é que ela procura destacar a importância da Igreja no Terceiro Mundo, abordando, por exemplo, diversos encontros de teólogos e teólogas do Terceiro Mundo realizados em Dar-es-Salam (Tanzânia), Accra (Gana), Colombo (Sri Lanka), São Paulo (Brasil) e também os Foros Mundiais de Teologia e Libertação celebrados em Porto Alegre (Brasil), Nairóbi (Quênia) e Belém do Pará (Brasil). Essa perspectiva busca sair de uma visão de Igreja eurocêntrica.
A abordagem histórica proposta por Dussel também busca investigar o significado dos fatos e não a sua simples descrição, desse modo, sua perspectiva permite explicar a práxis dos cristãos nos processo que deram origem à Teologia da Libertação na América Latina.
A teoria e metodologia de História de Dussel está descrita na tese de doutorado de Lourenço Stelio Rega (2007, PUC-SP) e publicada em 2011 com o título Por outra História da Igreja na América Latina, pela Fonte Editorial. O autor, nas 415 páginas desse livro, desenha com detalhes o percurso que Dussel faz para escrever seus textos históricos sobre a Igreja na América Latina. A obra possui 790 citações e bibliografia vasta sobre as obras históricas de Dussel, além de diversas ilustrações e grafismos para explicar com mais detalhes a teoria e metodologia de História adotada por Dussel.

## Contribuições como filosófo
É possível perceber, nos primeiros escritos filosóficos de Dussel, a influência de Martin Heidegger, no que tange à concepção de dialética, e de Paul Ricœur, no que tange à concepção de hermenêutica. Esses primeiro escritos tiveram como objetivo recuperar e descobrir a simbologia da cultura latinoamericana.

### Etapa metafísica
Posteriormente, percebeu que a ontologia "diviniza a injustiça" e é um obstáculo à construção da ética da libertação. A partir desse momento abandonou concepções de Heidegger e passa a adotar uma alteridade metafísica, tendo Emmanuel Lévinas como referencial. As novas concepções permitiram uma visão mais solidária e um maior compromisso na luta por justiça.
Dussel desenvolveu um método que ele denominou como "analéctico", no qual a ética valorizada, isso o diferenciou do discurso "ôntico" das ciências e do discurso "ontológico" da dialética, que seria meramente teórico. Dussel sustentou que aquele que quer pensar metodicamente, deve ser una pessoa eticamente justa, um ser comprometido com a libertação.

### Etapa marxista
A partir de meados da década de 1970, ocorreu uma segunda mudança na perspectiva filosófica de Dussel, que deixou de adotar concepções metafísicas e passou a adotar uma linha de pensamento marxista, merecendo destaque, nessa etapa de sua vida, as seguintes obras:
1. "La producción teórica de Marx. Un comentario a los Grundrisse", (1985);
2. "Hacia un Marx desconocido. Un comentario de los Manuscritos del 61-63" (1988);
3. "El último Marx (1863-1882) y la liberación latinoamericana" (1990);
4. "Las metáforas teológicas de Marx" (1993).

Dussel recorreu ao marxismo para a análise das estruturas do capitalismo e incorporou a sua filosofia de práxis à Teologia da Libertação.
Dussel tinha uma compreensão do marxismo distante daquela que era empregada na União Soviética e no Leste Europeu, de modo que sua análise da relação entre teologia da libertação e marxismo, inclui os seguintes aspectos:
1. os pressupostos da práxis, o que o levou a descobrir a dimensão política da fé e sua relação com a realidade latinoamericana;
2. a dimensão epistemológica, que o levou a estudar a relação entre a fé e as ciências sociais na América Latina;
3. a análise das críticas procedentes de dentro e de fora da Igreja ao modo como o marxismo era utilizado pela Teologia da Libertação, tendo especial atenção nas Instruções publicadas em 1984 e em 1986 pela Congregação para a Doutrina da Fé;
4. propostas para o uso do marxismo pela Teologia da Libertação.

Dussel acreditava que seria necessário recorrer às ciências sociais, e especialmente ao marxismo, para obter uma reflexão teológica crítico-concreta desde os pobres e oprimidos, evitando, entretanto, desvios como o economicismo, o materialismo dialético ingênuo e o dogmatismo abstrato.

### Teoria do discurso
No final da década de 1980, Dussel começa a produzir escritos sobre a "teoria do discurso" a partir de diálogos com Karl-Otto Apel, nos quais apresentou as seguintes questões:
1. A comunidade de comunicação é prévia ou posterior a uma comunidade de vida? Frente a essa questão, sustentou que a vida seria anterior ao discurso, e que se as pessoas não têm asseguradas as condições para sua sobrevivência, o discurso passaria a ser uma idealização vazia;
2. É possível separar os discursos de fundamentação dos discursos de aplicação? Frente a essa questão, sustentou que essas duas modalidades de discurso estariam estreitamente relacionados.[4]

### Reflexão sobre a ética
Dussel apresentou escritos sobre a ética a partir de diálogos com outros pensadores como: Emmanuel Lévinas, Paul Ricoeur, Karl Apel, Gianni Vattimo, Charles Taylor, entre outros. No início da década de 1970, escreveu: "Para una ética de la liberación latinoamericana", a partir da perspectiva da "metafísica da alteridade", considerando o contexto latinoamericano, em uma época em que era bastante influenciado por Lévinas. Foi um crítico do projeto ético da modernidade, contrapondo esse projeto com reivindicações emancipatórias.
Dussel, que inspirado pelos Evangelhos tinha como imperativo ético a libertação dos pobres e oprimidos, afirmava que a teologia e a filosofia moral no período posterior à Segunda Guerra Mundial tiveram caráter reformista, pois não questionavam os fundamentos do sistema capitalista e classificavam a utopia e a crítica radical do sistema como anarquia e fanatismo.
Na década de 1990, escreveu: "Ética de la liberación en la edad de la globalización", onde se posicionou a favor das imensas maiorias da humanidade. A defesa dos interesses das maiorias foi uma das características que distinguiu Dussel de outros filósofos que refletiram sobre a ética, portanto, Dussel foi um crítico das "éticas das minorias hegemônicas", pois são as éticas das minorias que possuem os recursos, o capital, os exércitos e inclusive a argumentação; trata-se de éticas chamadas de "dialógicas" ou "de consenso", mas que excluiriam as vítimas das "mesas de negociações" e das comunidades de comunicação dominantes. Nesse contexto, Dussel defende uma ética de afirmação da vida humana frente ao assassinato e suicídio coletivo ao qual a humanidade se encaminharia ao não alterar o seu modo de ação irracional.
Dussel elaborou uma "história mundial das eticidades", que foi além do helenocentrismo e do eurocentrismo. Sua perspectiva teve como ponto de partida o nordeste da África e o Oriente Médio (Egito e Mesopotâmia) e foi até o final do século XX, além disso abrangeu também as culturas nativas da América Central e os Incas, o Império Chinês, o Império Romano, o Império Bizantino, o Mundo Muçulmano, a Idade Média e a Modernidade. Dussel também fez uma análise crítica dos distintos sistemas éticos da Modernidade, com especial atenção às ideias de Immanuel Kant, John Rawls, Apel e Jürgen Habermas.
Dussel elaborou também um juízo crítico sobre tais sistemas de eticidade, com base no fato de que todos eles afirmariam o dever de produzir, de reproduzir e desenvolver a vida humana em comunidade e os contrapôs com o anseio de libertação que inspiraria as transformações históricas baseadas na pretensão por justiça. Nesse contexto, Dussel sustentou que a práxis de libertação seria a ação possível para transformar a realidade com base no interesse das vítimas e defendeu um critério de transformação ético-crítico, que seria um critério que fazia referência à possibilidade de libertação dos oprimidos, e o princípio-libertação que enunciaria  enuncia o dever-ser que obrigaria a realizar eticamente a transformação.
Dussel também foi um crítico do processo denominado como globalização que, apesar do sentido aparentemente integrador da palavra utilizada para denominá-lo, seria um processo de aprofundamento da exclusão para as grandes maiorias da humanidade.

## Contribuição como historiador
Depois de publicar "Ética de la liberación en la edad de la globalización", Dussel publicou "Política de la liberación. Historia mundial crítica". Nessa obra, Dussel procurou descrever a "história dos povos" e analisar a filosofia política que os inspirou, desde das origens da humanidade até os tempos atuais. Essa obra se distingue das similares, por rejeitar:
1. o helenocentrismo, que é a ideia de que as filosofias políticas tiveram sua origem na Grécia;
2. o ocidentalismo, pois não reconhece a importância do Império Bizantino para o inícios da Modernidade;
3. o eurocentrismo, que deprecia as outras culturas distintas de europeia, como as culturas chinesa, do subcontinente indiano, islâmicas, astecas, maias e incas);
4. a divisão da história em períodos segundo critérios europeus;
5. o secularismo;
6. o colonialismo, que resulta em uma filosofia política colonizada.

Além disso, Dussel sustenta que os filósofos espanhóis, portugueses e latinoamericanos do século XVI deveriam ser considerados como os iniciadores da filosofia da Modernidade, nesse sentido um dos capítulos de sua obra define a Cristandade hispanoamericana (1492-1510) e a reação da Cristandade lusitana diante da alteridade do escravo africano como a "primeira Modernidade precoce".
No capítulo final, analisa cinco períodos da política latinoamericana, entre o final do século XVII até o início da década de 1930; o populismo latinoamericano, a turbulência política na Argentina entre 1966 e 1976 e a busca por uma segunda emancipação latinoamericana inspirada nos escritos de José Martí e José Carlos Mariátegui, na Revolução Cubana, no governo de Salvador Allende, na Revolução Sandinista e no zapatismo.

## Contribuições ao design
Entre 1970 e 1990, Dussel fez diversas formulações acerca do campo do design, unindo-o com suas reflexões decoloniais. Tais formulações se dão após ser admitido como professor no departamento de filosofia da Universidade Autônoma Metropolitana, onde Enrique Dussel passa a lecionar disciplinas de filosofia para os cursos de design, contribuindo no auxílio da formação de uma base teórica e metodológica para o ensino de design.
Ele observava que o design é uma área que consegue integrar a arte, a tecnologia e a ciência, unificando-as a partir de uma racionalidade. Em seu livro "Estudio preliminar al 'cuaderno tecnológico-histórico", Dussel afirma o exercício de design como um problema de marco ético, que vai além de uma questão formal ou técnica. Para ele, o design era, sobretudo, humano; portanto, deveria ser abordado sob uma lente teórica, metodológica e ética. Nesse sentido, Enrique Dussel analisa o design praticado no contexto latino-americano e busca refletir sobre uma ética por trás dele. 

## Obras filosóficas
Sua maior contribuição é a Filosofia da libertação, onde critica o método filosófico clássico e propõe a Analética como um novo método de pensamento crítico integral sobre a realidade humana. A partir de sua metodologia filosófica, produz uma série de obras, dentre as quais:
- "Hipótesis para una historia de la Iglesia en América Latina" (Nova Terra, Barcelona, 1967; segunda edición ampliada: "Historia de la Iglesia en América Latina. Coloniaje y liberación (1492-1972)", Barcelona, 1972;
- "Cultura latinoamericana e historia de la Iglesia" (Ediciones de la Facultad de Teología de la PUCA, Buenos Aires, 1968);
- "El catolicismo popular en América Latina" em "Antropológico" (em co-autoria com Ciro René Lafon, Bonum, Buenos Aires, 1969), pp. 193-242;
- "El catolicismo popular en Argentina" em "Histórico" (em co-autoria com Mercedes Escandi, Bonum, Buenos Aires, 1970);
- "El humanismo semita" (Eudeba, Buenos Aires, 1969);
- "América Latina y conciencia cristiana" (IPLA, Quito, 1970);
- "El episcopado hispanoamericano. Institución misionera en defensa del indio", (Colección Sondeos, CIDOC, Cuernavaca, 1969-1971);
- "América Latina: dependencia y liberación. Antología de ensayos antropológicos y teológicos desde la proposición de un pensar latinoamericano" (Fernando García C, Buenos Aires, 1973);
- "Caminos de liberación latinoamericana" (Buenos Aires, 1972-1974);
- "Para una ética de la liberación latinoamericana" (vols. 1-2, Siglo XXI, Buenos Aires, 1973; vol. 3. Edicol, México, 1977; vols. 4-5, Bogotá, 1980);
- "Para una destrucción de la Historia de la Ética" (Ser y Tiempo, Mendoza, 1873);
- "El dualismo en la antropología de la cristiandad. Desde el origen del cristianismo hasta antes de la conquista de América" (Guadalupe, Buenos Aires, 1974);
- "Método para una filosofía de la liberación" (Sí-gueme, Salamanca, 1974);
- "El humanismo helénico" (Buenos Aires, 1975);
- "Desintegración de la cristiandad colonial y liberación" (Sí-gueme, Salamanca, 1977);
- "Hipótesis mínimas para leer la coyuntura de la Iglesia latinoamericana (1968-1972)" (Centro de Documentación Secretariado Latinoamericano, Lima, 1978);
- "De Medellín a Puebla. Una década de sangre y esperanza (1969-1979)" (México, 1979);
- "Coyuntura de la praxis cristiana en América Latina. Hacia una división del trabajo teológico", em "Praxis cristiana y producción teológica", (Jorge Pixley e Jean Pierre Bastian (eds.)), (Sígueme, Salamanca, 1979, pp. 181-231);
- "Los obispos hispanoamericanos y la liberación de los pobres (1504-1620)" (CTR, México, 1979);
- "Liberación de la mujer y erótica latinoamericana. Ensayo filosófico" (Nueva América, Bogotá, 1980, 6ª ed., 1998);
- "Historia general de la Iglesia en América Latina", (coordinador y editor) (Sígue-me, Salamanca, MACC, San Antonio (EE.UU.) e Vozes, São Paulo, 1981-1995);
- "La Iglesia latinoamericana en la actual coyuntura (1972-1980)", em "Teología de la liberación y comunidades cristianas de base" Sérgio Torres (ed.), (Sígueme, Salamanca, 1982), pp. 93-122;
- "Introducción general a la Historia de la Iglesia en América Latina", (CEHILA-Sígueme, Salamanca, 1983);
- "Praxis la-tinoamericana y ﬁlosofía de la liberación" (Nueva América, Bogotá, 1983);
- "Filosofía de la producción" (Nueva América, Bogotá, 1984);
- "Los últimos cincuenta años en la historia de la Iglesia en América Latina" (Bogotá, 1986);
- "Ética comunitaria" (San Pablo, Madri, 1986);
- "Hipótesis para una historia de la teología en América Latina" (Indoamerican Press Service, Bogotá, 1986);
- "La producción teórica de Marx. Una introducción a los Grundrisse", (Siglo XXI, México, 1985; 1991, 2ª ed.);
- "Hacia un Marx desconocido. Un comentario de los Manuscritos del 61-63" (Siglo XXI-UAM-I, México, 1988);
- "El último Marx (1863-1882) y la liberación latinoamericana. Un comentario a la tercera y cuarta redacción de El Capital" (Siglo XXI, México, 1990);
- "Teología de la liberación y marxismo", em "Mysterium liberationis. Conceptos fundamentales de la teología de la Liberación" (Ignacio Ellacuría e Jon Sobrino (orgs.), (Trotta, Madrid, 1990), pp. 115-144;
- "1492: El encubrimiento del Otro. Hacia el origen del mito de la Modernidad" (Nueva Utopía, Madrid, 1992); Enrique Dussel-Karl O. Apel (eds.);
- "Fundamentación de la ética. Filosofía de la Liberación" (Siglo XXI, México, 1992);
- "Apel, Ricoeur, Rorthy y la ﬁlosofía de la liberación" (Guadalajara, 1993);
- "Las metáforas teológicas de Marx" (Verbo Divino, Estella, 1993);
- "Debate en torno a la ética del discurso de Apel. Diálogo filosófico Norte-Sur desde  América Latina" (ed.) (Siglo XXI, México, 1994);
- "Introducción a la  filosofía de la liberación (Nueva América, Bogotá, 1994);
- "Resistencia y esperanza. Historia del Pueblo Cristiano en América Latina y el Caribe" (DEI-CEHILA, Costa Rica, 1995);
- "Teología de la libe-ración. Un panorama de su desarrollo" (Potrerillos Editores, México, 1995);
- "Ética de la liberación: ante un desafío de Apel, Taylor y Vattimo" (Toluca, 1997);
- "Ética de la liberación en la edad de la liberación y la exclusión", (Trotta, Madrid, 1998);
- "Hacia una filosofía política crítica" (Desclée de Brouwer, Bilbao, 2001);
- "Ética del discurso, ética de la liberación" (con Karl-Otto Apel) (Trotta, Madrid, 2005);
- "Veinte tesis de política" (Siglo XXI-Cfrefel, México, 2006);
- "Política de la liberación. Historia mundial y crítica" (Trotta, Madrid, 2007);
- "Materiales para una política de la liberación" (Plaza y Val-dés, México, 2007);
- "El pensamiento latinoamericano del 'Caribe' y latino (1300-2000)", (Siglo XXI, México, 2009)[4].
- "Filosofía de la liberación";
- "Liberación de la Mujer y Erótica Latinoamericana";
- "La Pedagógica Latinoamericana";
- "Liberación Latinoamericana y Emmanuel Levinas";
- "Filosofía de la Producción Praxis Latinoamericana";
- "Historia de la Filosofía y Filosofía de la Liberación";
- "Filosofía de la cultura y la liberación".

### Em português
- De Medellin a Puebla: uma Década de Sangue (1982). São Paulo: Loyola
- Método para uma Filosofia da libertação (1986). São Paulo: Loyola.
- História da Igreja Latino-americana: 1930 a 1985 (1989). São Paulo: Editora Paulus. ISBN 8534903808
- História Liberationis:500 Anos de História da Igreja na América Latina (1992). São Paulo: Editora Paulus. ISBN 8505014162
- Filosofia da libertação: Crítica à Ideologia da Exclusão (1995). São Paulo:Editora Paulus.2a edição. ISBN 8534902968
- Teologia da Libertação - Um panorama do seu desenvolvimento (1999). Petrópolis:Vozes. ISBN 8532622046
- Ética da Libertação - Na idade de globalização e da exclusão (2002). Petrópolis: Vozes. 2a edição. ISBN 8532621430
- Por um mundo diferente- Alternativas para o Mercado Global, em co-autoria (2003). Petrópolis: Vozes. ISBN 8532628931
- 20 Teses de Política (2003). Editora: Expressão Popular. ISBN 9789871183685

Suas obras completas podem ser encontradas nos sites CLACSO ou IFIL